# Východotimorská hymna
Hymna Východního Timoru je píseň Pátria (česky Vlast). Poprvé byla hrána 28. listopadu 1975, když Východní Timor deklaroval svoji nezávislost na Portugalsku jehož bylo území Východního Timoru kolonií.
Tato hymna byla po indonéské invazi, která proběhla krátce po získání nezávislosti, zakázána a opět přijata a používána je od roku 2002, kdy Východní Timor vyhlásil nezávislost, tentokrát na Indonésii. Stalo se tak 20. května 2002.
Hudbu složil Afonso de Araujo, slova napsal básník Francisco Borja da Costa, který byl zabit v den indonéské invaze. Hymna je zpívána v portugalštině, která je úředním jazykem Východního Timoru. Existuje též verze v jazyce Tetum, který je dalším úředním a také národním jazykem většiny obyvatel.

## Text
| „ | Originální portugalský text Pátria, Pátria, Timor-Leste, nossa Nação. Glória ao povo e aos heróis da nossa libertação. Pátria, Pátria, Timor-Leste, nossa Nação. Glória ao povo e aos heróis da nossa libertação. Vencemos o colonialismo, gritamos: abaixo o imperialismo. Terra livre, povo livre, não, não, não à exploração. Avante unidos firmes e decididos. Na luta contra o imperialismo o inimigo dos povos, até à vitória final. Pelo caminho da revolução. | Český překlad Vlast, vlast, Východní Timor, náš národ! Sláva lidu a hrdinům našeho osvobození! Vlast, vlast, Východní Timor náš národ! Sláva lidu a hrdinům našeho osvobození! My přemáháme kolonialismus, my křičíme: pryč s imperialismem! Svobodná země, svobodný národ, ne, ne, ne vykořisťování. Vpřed, spojení, pevní a odhodlaní, do boje proti imperialismu, nepříteli lidu, až do konečného vítězství cestou revoluce. | “ |